# Collectif Cinélutte
Le collectif Cinélutte est une association issue du mouvement de Mai 68, créée en 1973 conjointement par des étudiants et des enseignants de l'IDHEC. 

## Histoire
Le collectif Cinélutte est officiellement créé en 1973, sous la forme d'une association. Elle fait suite au mouvement de contestation des lycéens et étudiants à la suite de l'entrée en vigueur de la loi Debré. Celle loi prévoit l'abrogation des sursis militaires pour études au-delà de 21 ans.
Trois des membres fondateurs, Mireille Abramovici, Jean-Denis Bonan et Richard Copans, ont participé au mouvement de mai 1968 et aux États généraux du cinéma français. Trois des membres, François Dupeyron, Alain Nahum et Guy-Patrick Sainderichin, sont étudiants à l'Institut des hautes études cinématographiques.
De 1973 à 1981, Cinélutte va produire, tourner et diffuser en marge du système sept films de court et de moyen métrages, inscrits dans les luttes sociales et politique des années 1970.

### Membres du collectif
- Mireille Abramovici
- Jean-Denis Bonan
- Richard Copans
- François Dupeyron
- Alain Nahum
- Jean-Pierre Thorn
- Guy-Patrick Sainderichin

## Filmographie
- Jusqu'au bout  (1973 / 40 minutes) : Cinélutte filme la grève de la faim entamée par 56 travailleurs tunisiens « sans-papiers » dans l’église de Ménilmontant. Il s'agit d'une des premières luttes de travailleurs sans-papiers en France.
- La Grève des ouvriers de Margoline (1973 / 41 minutes) : Avec l'aide financière de la CFDT, le collectif Cinélutte filme la première grève victorieuse en France des travailleurs sans-papiers de l'entreprise Margoline de Nanterre et Gennevilliers, qui, en mai 1973, luttaient pour leur régularisation et la reconnaissance de leurs droits de salariés. Ce film sera l'un des premiers à se pencher sur la condition des travailleurs immigrés sans papiers en France, et à leur donner la parole.
- Petites têtes, grandes surfaces - Anatomie d'un supermarché (1974 / 36 minutes) : Le collectif Cinélutte filme l'intérieur d'une grande surface de la région parisienne.
- L'Autre Façon d'être une banque (1974) : Cinélutte suit la lutte des grévistes du Crédit Lyonnais à Paris, lors du mouvement de grève qui de février à avril 1974 s’étendra à tout le secteur bancaire, et dont Arlette Laguiller sera une des leaders.
- Portrait ou Comité Giscard (1975) : Cinélutte filme les membres d'un comité de soutien de quartier au candidat Valéry Giscard d'Estaing dans le 17e arrondissement de Paris, lors de la campagne pour l'élection présidentielle de 1974.
- Un simple exemple (1975 / 45 minutes) : En février 1974, les ouvriers de l’imprimerie Darboy, à Montreuil, refusent leur licenciement sans indemnités, et décident d’occuper leur imprimerie, en prenant pour modèle la lutte des ouvriers de Lip à Besançon. Cinélutte filme l'occupation au jour le jour.
- A pas lentes  (1977-1979 / 39 minutes) : Quatre ans après la fin de la lutte emblématique des ouvriers de Lip, Cinélutte retourne à Besançon pour y filmer les ouvrières.